# Proprioscypha
Proprioscypha — рід грибів родини Hyaloscyphaceae. Назва вперше опублікована 1987 року.

## Класифікація
Згідно з базою MycoBank до роду Proprioscypha відносять 2 офіційно визнані види:
- Proprioscypha corticicola
- Proprioscypha echinulata